# 小沢和秋
小沢和秋（おざわ かずあき、1931年〈昭和6年〉9月15日 - 2021年〈令和3年〉7月14日）は、日本の政治家。日本共産党所属。衆議院議員を4期務めた。

## 来歴
愛知県稲沢市出身。東京都立立川高校、東京大学法学部を卒業後、八幡製鐵（現・日本製鉄）に入社。1963年から福岡県議会議員を3期務めた後、1980年の衆院選で旧福岡2区から出馬し初当選。以後通算4期衆議院議員を務め2003年に引退を表明した。
2021年7月14日、福岡県北九州市内の高齢者施設で死去。89歳没。

## 政歴
1979年、第35回衆議院議員総選挙 福岡2区 落選。
1980年、第36回衆議院議員総選挙 福岡2区 当選。1983年、第37回衆議院議員総選挙 福岡2区 当選。1986年、第38回衆議院議員総選挙 福岡2区 落選。
1990年、第39回衆議院議員総選挙 福岡2区 当選。1993年、第40回衆議院議員総選挙 福岡2区 落選。1996年、第41回衆議院議員総選挙 比例区 落選。
2000年、第42回衆議院議員総選挙 比例区 当選（比例名簿1位）。